# Institut pontifical oriental
L’Institut pontifical oriental (IPO) est une institution catholique d’enseignement supérieur située à Rome. Le projet de créer un centre d’études de haut niveau consacré à l’Orient chrétien était déjà dans l’air à l’époque du pape Léon XIII, mais il ne fut réalisé qu’en 1917 par le pape Benoît XV. Le PIO fait partie d’un consortium avec les deux autres institutions romaines confiées à la Compagnie de Jésus, à savoir l’université pontificale grégorienne (PUG), fondée en 1551 sous le pape Jules III, et l’Institut biblique pontifical (PIB), fondé par le pape Pie X en 1909. L'IPO dépend du Saint-Siège et le grand chancelier est le préfet pour la Congrégation pour les Églises orientales; son vice-grand chancelier est le préposé général de la Compagnie de Jésus. Pour l’approbation des programmes académiques, la Congrégation pour l’éducation catholique est le dicastère compétent.
Le PIO comprend deux facultés, la faculté des sciences ecclésiastiques orientales (SEO) et celle du droit canon oriental (DCO). Pour l’année académique 2018-2019, le nombre des étudiants inscrits est de 351 dans la faculté SEO et de 71 dans la DCO, pour un total de 422, dont 242 étudiants hôtes qui viennent d’autres facultés. La bibliothèque accueille chaque année, en plus des professeurs et des étudiants du PIO, environ 400 lecteurs.

## Mission
Créé par le pape Benoît XV en 1917 et confié par le pape Pie XI en 1922 à la Compagnie de Jésus, le PIO est un institut d’études supérieures dont la mission particulière est de servir les Églises orientales, pour que tous, en Orient comme en Occident, puissent connaître « les immenses richesses que nos Églises conservent dans les trésors de leurs traditions » (Jean-Paul II, Orientale Lumen 4). La mission du PIO a donc comme objectif d’étudier et de faire connaître les traditions des Églises orientales à travers la recherche, l’enseignement et les publications dans les domaines les plus divers : liturgie, théologie, patrologie, histoire, droit canon, littératures et langues, spiritualité, archéologie, questions d’intérêt œcuménique et géopolitique.
Les étudiants s’inscrivent pour un deuxième cycle d’études spécialisées ou pour le doctorat. Ils proviennent de divers rites, assyriens, catholiques latins ou orientaux, orthodoxes de tradition byzantine, orthodoxes orientaux, et en majorité des pays où les Églises orientales sont bien représentées : Égypte, Éthiopie et Érythrée, Europe orientale, États du Kerala et du Tamil Nadu aux Indes et autres contrées asiatiques, ou bien de la diaspora, celle des États-Unis par exemple. Les Américains et les Européens de rite latin qui s’intéressent aux cours offerts par le PIO sont aussi nombreux.

## Histoire

### les premières années
Lors de sa création en 1917, le PIO s’installa à Piazza Scossacavalli, tout près du Vatican, dans le quartier qui dut faire place plus tard à la Via della Conciliazione. Puis, après 1922, il partagea quelque temps avec l’Institut biblique l’édifice de Piazza della Pilotta où réside le PIB, pour obtenir en 1926 les bâtiments qui l’abritent aujourd’hui sur la colline de l’Esquilin, Piazza S. Maria Maggiore, 7. La basilique qui domine la place est du reste celle qui, à Rome, rappelle le plus l’Orient, tout d’abord pour les fameuses mosaïques du temps du pape Sixte III, faites juste après le concile d’Éphèse (431) qui a proclamé Marie Théotokos, la Mère de Dieu. La basilique, qui accueille selon la tradition les reliques de la crèche de Bethléem, vit les saints apôtres des Slaves Cyrille et Méthode déposer en elle leurs livres liturgiques après l’approbation pontificale de la célébration de la liturgie en slavon. La basilique de Sainte-Prassède, toute proche, est décorée de mosaïques du temps du pape Pascal Ier, au début du IXe siècle, grand adversaire de l’iconoclasme qui reprenait alors de la vigueur dans l’Orient byzantin. C’est aussi près de Sainte-Prassède que mourut saint Cyrille, le frère de saint Méthode, en 869. À côté de l’Institut se trouve l’église de Saint-Antoine l’Abbé, le fameux moine égyptien vénéré tant par les Orientaux que les Occidentaux. Depuis la fondation du Collège pontifical russe en 1929, connu comme le Russicum, l’église est affectée au rite byzantin russe et son recteur est un des pères jésuites du Collège. Sous tant de points de vue, le lieu où se trouve le PIO est vraiment idéal.

### le premier centenaire

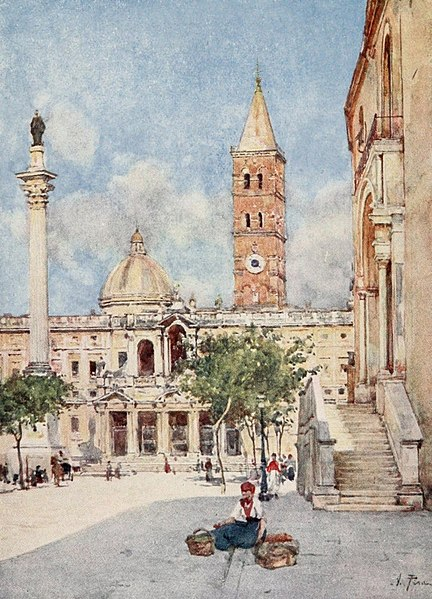
Santa Maria Maggiore de Alberta Pisa (1905)

Le PIO fut créé par le pape Benoît XV la même année que la Congrégation pour l’Église orientale (1917), dont le nom fut changé en 1967 par le pape Paul VI en Congrégation pour les Églises orientales. Le but et la mission du PIO sont ainsi fortement liés à la Congrégation et on ne saurait comprendre ces deux créations sans les situer en pleine Première Guerre mondiale, alors que la « question d’orient » risquait d’avoir une solution inattendue. Depuis la défaite turque de 1774 face à l’empire russe suivie du traité de Kutchuk-Kainarji, la question ne fit que s’accentuer, comme avec la campagne d’Égypte sous Bonaparte en 1798 : qu’allaient devenir les millions de chrétiens de l’Empire ottoman après sa chute ? Le Congrès eucharistique tenu à Jérusalem en 1893 permit aux patriarches orientaux catholiques d’alerter le pape Léon XIII à travers son légat, le cardinal Benoît-Marie Langénieux. L’année suivante, les prélats se réunirent au Vatican et après cette rencontre avec le pape fut publiée la lettre apostolique Orientalium dignitas, véritable magna charta pour les catholiques orientaux.
Quand l’Empire russe s’effondra après la révolution de février 1917 et que l’Empire ottoman allait bientôt disparaître, le pape Benoît XV décida de passer à l’action. Avec le motu proprio du 1er mai 1917, Dei providentis, il créa la Congrégation pour l’Église orientale et avec Orientis catholici du 15 octobre de la même année, le PIO,. Le pape se réserva le titre de préfet de la nouvelle congrégation qui, au début, ne fut donc dirigée que par un secrétaire, même s’il devait avoir la dignité de cardinal, selon ce que prévoyait le droit canon en vigueur (canon 257 du Codex Iuris Canonici de 1917). Trois ans après sa fondation, le pape Benoît XV donna au PIO la permission d’accorder les grades académiques (cf. le bref Quod nobis in condendo). Dès le début, le pape insista sur la nécessité d’avoir une riche bibliothèque spécialisée pour favoriser l’étude et la recherche tant des étudiants que des professeurs.
Dans les premiers temps, ceux-ci, outre trois laïcs, dont le philologue et historien Michelangelo Guidi, appartenaient à diverses congrégations religieuses : le père blanc Antoine Delpuch (1868-1936), pro-président du PIO la première année des cours (1918-1919); deux bénédictins, dont le bienheureux Alfredo Ildefonso Schuster ; trois assomptionnistes, dont Martin Jugie (1878-1954) qui n’enseigna au PIO que les cinq premières années de l’Institut, auteur d’une monumentale synthèse historique de la théologie orientale; un dominicain ; un mekhitariste ; quatre jésuites, dont le grand spécialiste français de l’art byzantin Guillaume de Jerphanion (1877-1948). Il y avait aussi deux Russes, un Grec et un Éthiopien.

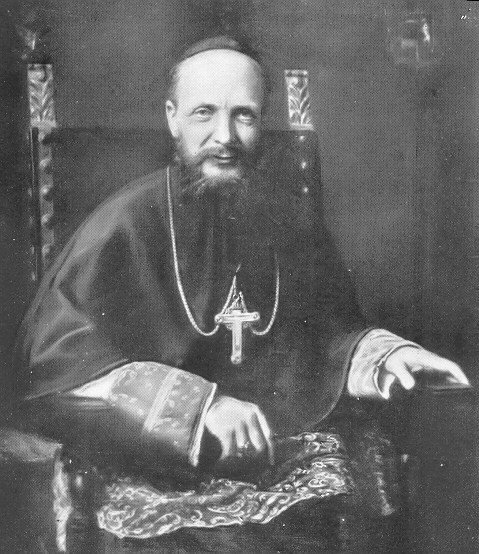
Michel d'Herbigny, évêque et recteur de l'Institut pontifical oriental (Rome)

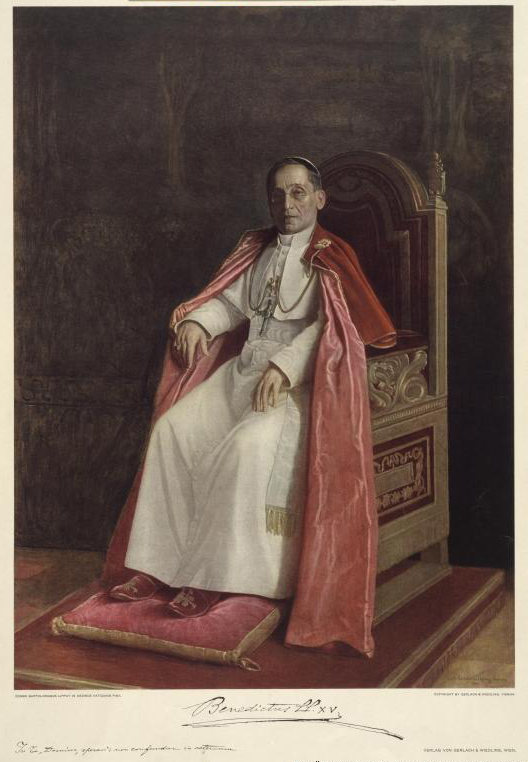
Pape Benedict XV

Peu après son élection, le pape Pie XI estima qu’il était préférable de confier la direction et la gestion du PIO à un seul ordre religieux, non seulement pour les exigences immédiates, mais surtout pour la planification des futurs enseignants. Son choix se porta sur les Jésuites et le 14 septembre 1922, il reçut le préposé général Vladimir Ledóchowski pour remettre le PIO aux soins de la Compagnie de Jésus, comme l’avait suggéré l’abbé Alfredo Ildefonso Schuster qui entretemps était devenu le premier président du PIO dans ses pleines fonctions. C’est le jésuite Michel d’Herbigny (1880-1957) qui le remplaça à la présidence, poste que ce dernier occupera de 1922 à 1931. Homme doué de beaucoup de qualités[réf. nécessaire], d’Herbigny sut donner au PIO un nouvel élan, grâce entre autres aux publications et à l’installation de l’Institut place Sainte-Marie-Majeure. À la suite de divers problèmes, dont ses délicates missions en Russie, il se retira de la présidence du PIO et c’est un canoniste allemand de grande valeur, le P. Emil Hermann, qui lui succéda (1932-1951), guidant avec prudence l’Institut durant la Deuxième Guerre mondiale. Après lui, nous trouvons : Ignacio Ortiz de Urbina (1951-1957), spécialiste de syriaque ; Alphonse Raes (1957-1962), liturgiste, qui devint ensuite préfet de la Bibliothèque vaticane ; Joseph Gill (1962-1967), grand connaisseur du concile de Florence, qui fut le premier à porter le titre de recteur en 1965 ; Ivan Žužek (1967-1972), grand canoniste ; Georges Dejaifve (1972-1976), œcuméniste de renom ; Eduard Huber (1976-1981), spécialiste du monde russe ; Peter-Hans Kolvenbach (1981-1983), spécialiste d’arménien, bien vite élu préposé général de la Compagnie de Jésus ; Gilles Pelland (1984-1986), patrologue ; Gino Piovesana (1986-1990), spécialiste de philosophie russe ; Clarence Gallagher (1990-1995), canoniste ; Gilles Pelland pour un second mandat plus bref (1995-1998) ; Héctor Vall Vilardell (1998-2007), œcuméniste ; Cyril Vasil’ (2007-2009), canoniste qui fut bien vite nommé, avec le titre d’archevêque, secrétaire de la Congrégation pour les Églises orientales ; Sunny Kokkaravalayil (2009-2010), canoniste, en tant que pro-recteur ; James McCann (2010-2015), spécialiste en relations internationales ; Samir Khalil Samir (2015), pro-recteur, spécialiste du patrimoine arabe-chrétien. Le P. David Nazar est recteur du PIO depuis l’automne 2015.
Le premier centenaire du PIO peut être divisé plus ou moins en quatre périodes. La première s’étend sur les onze années initiales, quand le PIO cherche sa propre identité et à être reconnu, ce qui aboutit à travers l’encyclique du pape Pie XI dédiée au monde oriental Rerum orientalium (1928). Les trente années qui suivent, jusqu’à l’élection du pape Jean XXIII (1958), voient le lancement de grandes entreprises : dès 1934, la revue Orientalia Christiana Periodica et la série Orientalia Christiana Analecta ; la publication des Actes du concile de Florence ; la série des Anaphorae Syriacae. La troisième période est profondément marquée par le concile Vatican II et le renouveau d’intérêt envers les Églises orientales catholiques et les autres qui se manifeste dans le décret Orientalium Ecclesiarum. Quand l’Europe de l’Est s’ouvre en 1989, tout change pour le PIO, déjà par le nombre des étudiants qui se multiplie, car ceux qui ne pouvaient pas sortir de leurs pays ont enfin la possibilité de fréquenter les cours et de pratiquer la recherche au PIO.

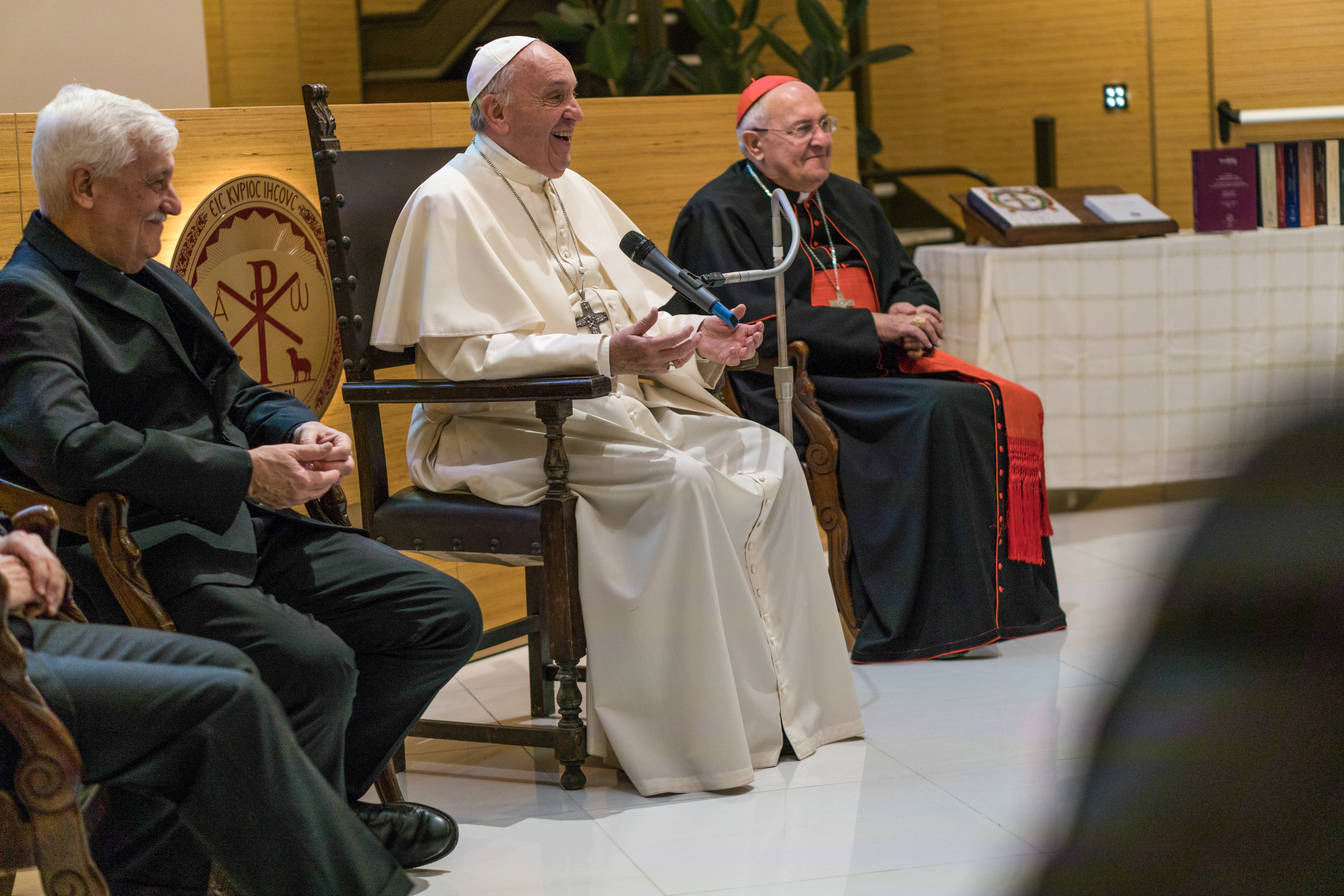
Visite du pape François en Orientale en 2017. Le cardinal Leonardo Sandri à sa droite. Arturo Sosa, SJ, supérieur général de la Compagnie de Jésus à sa gauche.

### leXXIesiècle
Le 12 octobre 2017, le pape François a rendu visite au PIO à l’occasion du centenaire et il a pu voir déjà toutes les améliorations qui ont été faites pour une pédagogie adaptée à notre époque, tant dans les salles de cours qu’à la bibliothèque et l’Aula Magna[style trop lyrique ou dithyrambique]. En plus des défenses de thèses et des conférences propres au PIO, celle-ci accueille des symposiums et rencontres sur des thèmes d’actualité, comme la question des génocides arménien et assyro-chaldéen, la non-violence, l’autocéphalie etc., auxquels assiste un public très varié, prélats, diplomates, spécialistes, hôtes du PIO et simples intéressés.
Les espaces à disposition des professeurs ont été étendus. Les moyens de communication par internet sont maintenant à la page et tout est en place pour accueillir étudiants et chercheurs dans un lieu à la fois séculaire — une partie du PIO se situe dans l’ancien couvent-hôpital des Antonins — et moderne.

## La Bibliothèque
C’est à vrai dire la perle de l’Institut, car elle est une des mieux fournies au monde en ce qui concerne l’Orient chrétien. Même si elle est relativement récente parmi les bibliothèques romaines, elle contient des collections exceptionnelles, comme les revues ecclésiastiques russes jusqu’à la Révolution, ou bien la série complète de la Pravda et des Izvestia jusqu’en 1989. La section sur l’art byzantin est remarquable et celle de la liturgie est unique, avec l’ensemble des ouvrages liturgiques utilisés dans toutes les Églises orientales, en langue originale et traduction, quand elle existe. Après la visite du pape Jean-Paul II le 8 décembre 1987 et à un don généreux du Saint-Père, la salle de lecture a été agrandie et transformée et un bon nombre de revues courantes — il y en a plus de trois cents au catalogue — ont été mises en libre accès.

## Les études

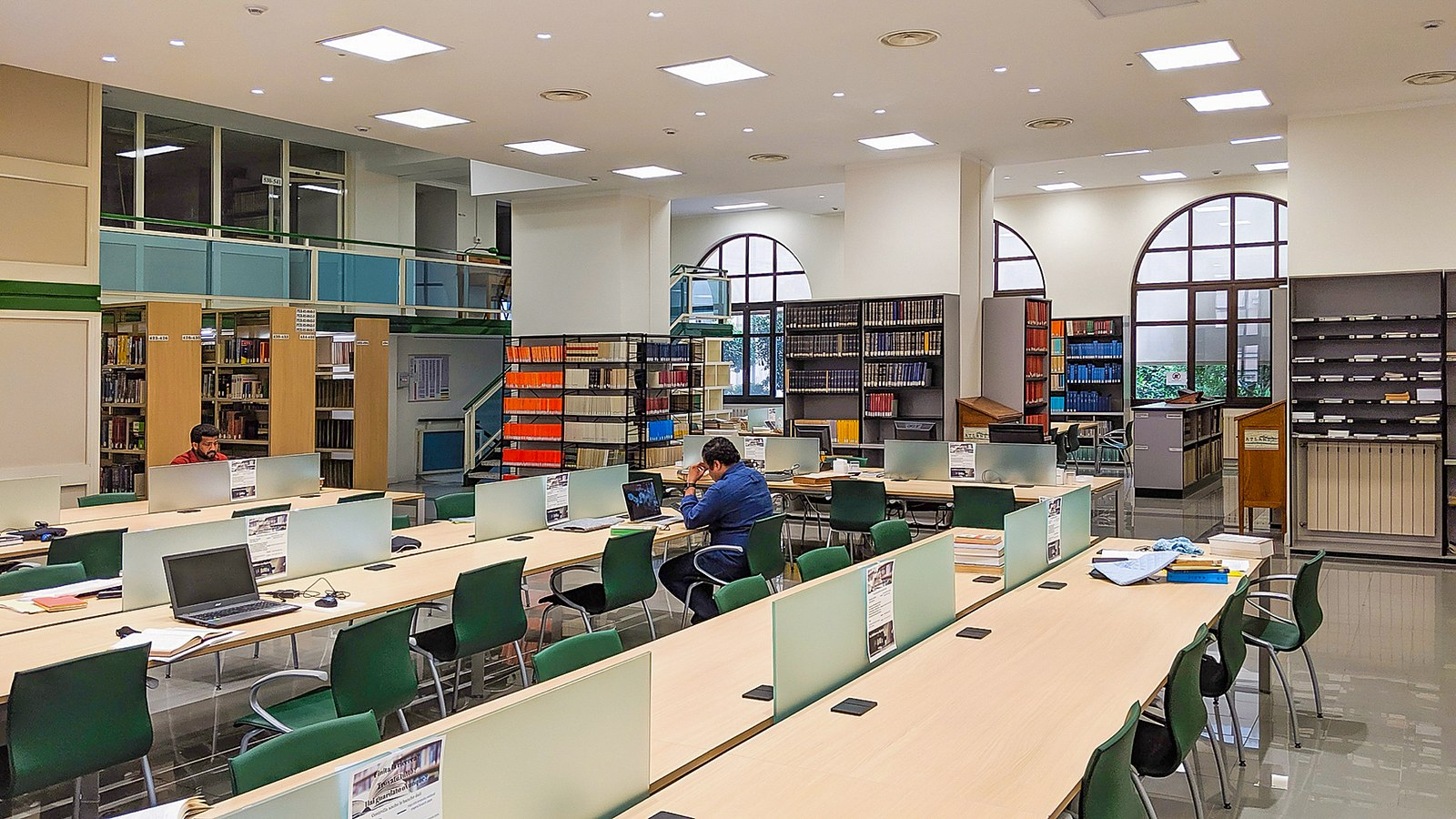
Étudiants travaillant à la bibliothèque

Au début du PIO, le programme suivait les lignes directrices du document de fondation du pape Benoît XV et pour l’année académique 1918-1919, la liste des cours prévoyait : théologie orthodoxe et des autres chrétiens d’Orient, théologie historique, patrologie, liturgies orientales, droit canon des Orientaux, droit civil comparé des chrétiens orientaux, histoire générale des pays de l’Orient chrétien, histoire littéraire des chrétiens orientaux, archéologie sacrée, surtout byzantine, géographie ethnographique, langues orientales (grec, russe et paléoslave, syriaque, arabe, copte, arménien, éthiopien, géorgien). Dès 1932-1933, une fois achevée la première année commune, les cours des deux années suivantes furent divisés en trois sections : théologique, liturgique-canonique et histoire ecclésiastique. En 1963, la section canonique se sépara des autres et les étudiants reçurent leurs grades académiques de la faculté de droit canon de la PUG. Dès 1964, on trouve ainsi deux facultés au PIO, celle des sciences ecclésiastiques orientales (SEO), avec ses trois sections, théologique, liturgique et historique, et la faculté de droit canon oriental (DCO), devenue totalement autonome en 1971. En 1972 apparaît le programme d’études russes. Plus récemment, des cours propédeutiques ont été introduits, en particulier pour l’italien, la langue d’enseignement au PIO. Pour les étudiants de la DCO, la connaissance du latin est obligatoire, celle du grec pour les étudiants de la SEO ; s’ils ne les ont pas appris auparavant, ils doivent suivre les cours correspondants. Le PIO offre depuis quelques années des cours de grec moderne sur quatre niveaux, en collaboration avec l’Apostoliki Diakonia d’Athènes, ainsi que de roumain.
À la fin du cycle de licence, l’étudiant reçoit le diplôme correspondant. Pour l’obtention du doctorat sont prévues des normes spéciales pour chaque faculté que l’on pourra lire dans l’Ordo Anni Academici qui est imprimé en livret depuis 1998-1999.

## Publications

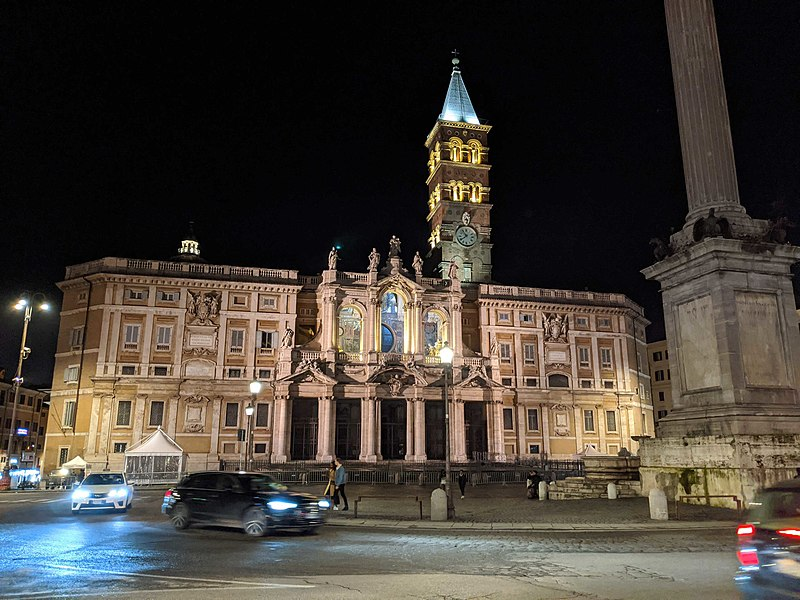
La basilique papale de Sainte-Marie-Majeure, qui partage la place avec l'Institut pontifical oriental.

À côté de l’enseignement et des grades académiques, le PIO a acquis une renommée internationale à travers ses publications. En 1923 parut le premier numéro d’Orientalia Christiana et après le centième, en 1934, on créa deux séries distinctes, une pour les monographies, Orientalia Christiana Analecta (OCA), et l’autre comme revue annuelle en deux fascicules, Orientalia Christiana Periodica (OCP). De 1939 à 1981 furent publiés sept fascicules des Anaphorae Syriacae qui présentent une édition critique de ces textes liturgiques. De 1940 à 1976, ce fut le tour de la collection Concilium Florentinum, essentielle pour l’étude du concile d’union de Ferrare-Florence-Rome (1439-1445). Après la promulgation du Code des canons des Églises orientales (CCEO) en 1990, on décida de lancer une nouvelle série de monographies consacrée à la matière dirigée par le père G. Nedungatt SJ, Kanonika, dont le premier volume a paru en 1992. Le premier volume de la collection Anaphorae Orientales, qui ne se limite plus aux textes syriaques, a été publié en 2001.
De nombreux autres ouvrages sont publiés hors-série par les éditions Orientalia Christiana, depuis quelques années souvent en collaboration avec les éditions Valore Italiano. Il convient de mentionner le Dizionario Enciclopedico dell’Oriente cristiano publié en 2000 par E.G. Farrugia, dont l’édition anglaise, revue et augmentée, a paru en 2015 ; V. Ruggieri, La Vita di San Nicola di Sion, de 2013 ; The Anaphoral Genesis of the Institution Narrative in Light of the Anaphora of Addai and Mari, Actes du congrès liturgique international de 2011 édités par C. Giraudo en 2013 ; les sept volumes de La Questione Armena 1894-1925 et les quatre de La Questione Caldea e Assira 1908-1938, édition des documents des archives vaticanes sur les deux génocides par les soins de G.-H. Ruyssen, publiés de 2013 à 2015 pour les premiers et en 2019 pour les seconds ; etc.

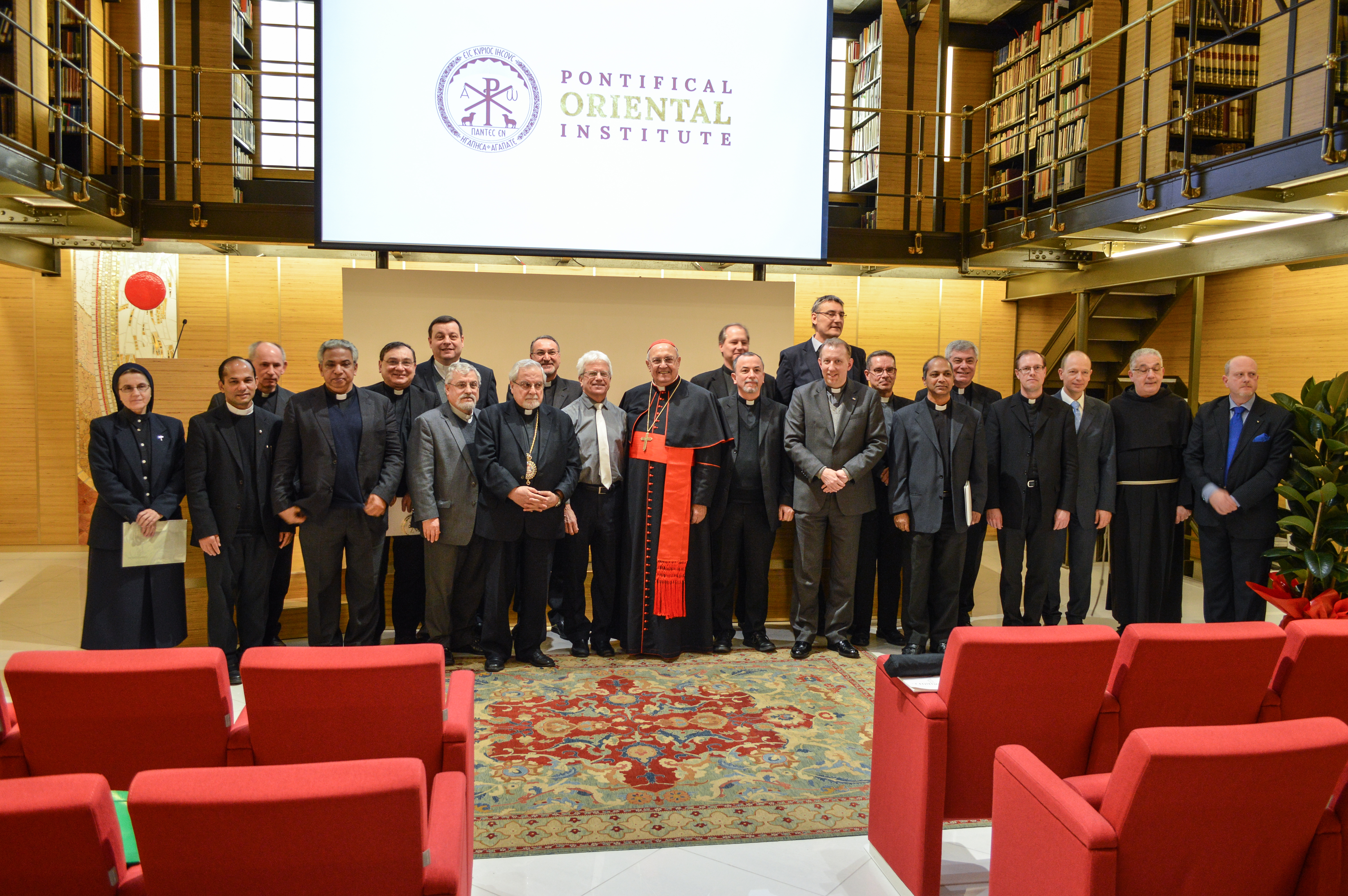
Symposium sur les crises en Syrie organisé à l'Orientale, 2017.

## Professeurs célèbres
Guillaume Jerphanion SJ (1877-1948), savant de haut vol[réf. nécessaire], est renommé pour ses publications sur les églises rupestres de Cappadoce. Marcel Viller SJ (1880-1952), après avoir enseigné la patrologie au PIO, fut un des éditeurs du monumental Dictionnaire de spiritualité ascétique et mystique, doctrine et histoire. Georg Hofmann SJ (1880-1956) fut la cheville ouvrière de la collection Concilium Florentinum. Irénée Hausherr SJ (1891-1978) peut être considéré comme le fondateur de l’étude critique de la spiritualité orientale, tout comme Juan Mateos SJ (1917-2003) le fut pour une école de liturgie comparée, à la suite d’Anton Baumstark, où se sont illustrés Miguel Arranz SJ (1930-2008), dont les relations avec l’Église russe furent intenses déjà sous le régime communiste, et Robert F. Taft SJ (1932-2018), auteur prolifique, dont l’œuvre fondamentale reste son ample histoire de la Liturgie de saint Jean Chrysostome en six volumes. Placid J. Podipara C.M.I (1899-1985), grand expert des chrétiens de Saint Thomas. Gustav Wetter SJ (1911-1991) fut une autorité internationale pour l’étude du marxisme. Yvan Žužek SJ (1924-2004), avec d’autres professeurs de droit canon du PIO, a beaucoup contribué à la rédaction du CCEO publié en 1991. Tomáš Špidlík (1919-2010), élevé à la dignité de cardinal par Jean-Paul II en 2003, a laissé un vaste héritage sur la spiritualité orientale, spécialement de langue slave.

## Professeurs et étudiants célèbres
- Le patriarche œcuménique de Constantinople Bartholomée Ier
- Le patriarche émérite d’Antioche des Melkites Grégoire III Laham
- Le patriarche de Cilicie des Arméniens Grégoire-Pierre XV Agagianian
- Le patriarche d’Antioche des Syriens Ignace Antoine II Hayek
- Le patriarche de Babylone des Chaldéens Paul II Cheikho (en)
- Le patriarche d’Antioche des Maronites Paul Pierre Méouchi
- Le patriarche de Babylone des Chaldéens Raphaël Ier Bidawid
- Le patriarche d’Alexandrie des Coptes Stephanos Ier Sidarouss
- L’archevêque majeur de Lviv et primat de l’Église grecque-catholique ukrainienne Josyf Slipyj
- L’archevêque majeur de Kiev et primat de l’Église grecque-catholique ukrainienne Sviatoslav Chevtchouk

Dans le collège cardinalice, en plus des patriarches Agagianian, Méouchi et Sidarous :
- - cardinal Alfredo Ildefonso Schuster, OSB, archevêque de Milan ;
  - cardinal Alois Grillmeier, SJ, théologien et professeur de patrologie à Francfort ;
  - cardinal Eugène Tisserant, secrétaire de la Congrégation pour l’Église orientale, puis bibliothécaire de la Sainte Église romaine ;
  - cardinal Franz Ehrle, bibliothécaire de la Sainte Église romaine ;
  - cardinal Franz König, archevêque de Vienne et fondateur de Pro Oriente ;
  - cardinal Ladisław Rubin, préfet de la Congrégation pour l’Église orientale ;
  - cardinal Tomáš Špidlík, SJ, professeur au PIO ;
  - cardinal Jozef Tomko, préfet émérite de la Congrégation pour l’évangélisation des peuples.

Parmi les étudiants du PIO d’une certaine renommée, on relèvera Lambert Beauduin OSB, fondateur du monastère de Chevetogne ; Engelbert Kirschbaum SJ, spécialiste d’archéologie chrétienne ; Alessandro Bausani, islamologue ; René Voillaume, fondateur des Petits Frères de Jésus ; Robert Murray SJ, syriacisant et grand ami de l’écrivain J.R.R. Tolkien. Un théologien plein de promesses qui avait lui aussi étudié au PIO, Yves de Montcheuil SJ, fut assassiné par les nazis en 1944.
Le Bienheureux Eugène Bossilkoff CP, évêque de Nicopolis en Bulgarie, est mort martyr en 1952. Au mois de février 2013, le prêtre arménien Michel Kayal, puis en avril, les archevêques Paul Yazigi, grec-orthodoxe, et Gregorius Yohanna Ibrahim, syrien-Orthodoxe, tous les trois d’Alep et anciens étudiants du PIO, ont été enlevés et jusqu’à aujourd’hui, on ignore ce qu’ils sont devenus.